# Orrsjön (Rogsta socken, Hälsingland)
Orrsjön är en sjö i Hudiksvalls kommun i Hälsingland och ingår i Harmångersån-Delångersåns kustområde. Sjöns area är 0,02 kvadratkilometer och den befinner sig 60 meter över havet.